# NGC 5311
NGC 5311 (другие обозначения — UGC 8735, MCG 7-28-72, ZWG 218.52, IRAS13467+4014, PGC 49011) — галактика в созвездии Гончие Псы.
Этот объект входит в число перечисленных в оригинальной редакции «Нового общего каталога».